# Miss International Queen
Miss International Queen és un concurs de bellesa per a dones transgènere de diferents nacionalitats. Té lloc anualment a Pattaya, Tailàndia, des de 2004. L'actual Miss International Queen és Jiratchaya Sirimongkolnawin de Tailàndia, que va ser coronada el 10 de març de 2017.

## Requisits del concurs
Les concursants han d'haver nascut homes, poden estar o no operades i han de tenir entre 18 i 35 anys. Addicionalment, les participants només poden representar al seu país de naixement, o el que està llistat en el seu passaport, i no han d'haver-se unit a cap revista o lloc web mostrant nuesa frontal total. Només al voltant de 25 concursants semifinalistes competeixen en la ronda final i cal que romanguin juntes per dues setmanes per participar en activitats com a sessions fotogràfiques, esmorzars amb oficials de la ciutat, sopars amb la premsa, visites a patrocinadors i a la comunitat local, activitats similars a les d'altres certàmens de bellesa.

## Guanyadores
| Any     | País                                                                                | Guanyadora                                                                          | Títol nacional                                                                      | Lloc                                                                                | Finalistes                                                                          |
| 2023    | Països Baixos                                                                       | Solange Dekker                                                                      | Miss International Queen Països Baixos                                              | Pattaya, Tailàndia                                                                  | 22                                                                                  |
| 2022    | Filipines                                                                           | Fuschia Anne Ravena                                                                 | Miss International Queen Filipines                                                  | Pattaya, Tailàndia                                                                  | 23                                                                                  |
| 2020    | Mèxic                                                                               | Valentina Fluchaire                                                                 | Miss Trans Nacional México                                                          | Pattaya, Tailàndia                                                                  | 21                                                                                  |
| 2019    | Estats Units                                                                        | Jazelle Barbie Royale                                                               | Miss USA Continental                                                                | Pattaya, Tailàndia                                                                  | 20                                                                                  |
| 2018    | Vietnam                                                                             | Nguyễn Hương Giang                                                                  | Miss International Queen Vietnam                                                    | Pattaya, Tailàndia                                                                  | 28                                                                                  |
| 2016/17 | Tailàndia                                                                           | Jiratchaya Sirimongkolnawin                                                         | Miss Tiffany's Universe                                                             | Pattaya, Tailàndia                                                                  | 25                                                                                  |
| 2015    | Filipines                                                                           | Trixie Maristela                                                                    | Miss Gai Manila                                                                     | Pattaya, Tailàndia                                                                  | 26                                                                                  |
| 2014    | Veneçuela                                                                           | Isabella Santiago                                                                   | Miss Gai Veneçuela                                                                  | Pattaya, Tailàndia                                                                  | 20                                                                                  |
| 2013    | Brasil                                                                              | Marcela Ohio                                                                        | Miss T Brasil                                                                       | Pattaya, Tailàndia                                                                  | 25                                                                                  |
| 2012    | Filipines                                                                           | Kevin Balot                                                                         | Miss Filipines                                                                      | Pattaya, Tailàndia                                                                  | 25                                                                                  |
| 2011    | Tailàndia                                                                           | Sirapassorn Atthayakorn                                                             | Miss Tiffany's Universe                                                             | Pattaya, Tailàndia                                                                  | 20                                                                                  |
| 2010    | Corea del Sud                                                                       | Mini Han                                                                            | Miss Corea                                                                          | Pattaya, Tailàndia                                                                  | 20                                                                                  |
| 2009    | Japó                                                                                | Ai Haruna                                                                           | Miss Japó                                                                           | Pattaya, Tailàndia                                                                  | 30                                                                                  |
| 2008    | No va haver-hi concurs a causa de la inestabilitat política a Tailàndia aquest any. | No va haver-hi concurs a causa de la inestabilitat política a Tailàndia aquest any. | No va haver-hi concurs a causa de la inestabilitat política a Tailàndia aquest any. | No va haver-hi concurs a causa de la inestabilitat política a Tailàndia aquest any. | No va haver-hi concurs a causa de la inestabilitat política a Tailàndia aquest any. |
| 2007    | Tailàndia                                                                           | Tanyarat Jirapatpakon                                                               | Miss Tiffany's Universe                                                             | Pattaya, Tailàndia                                                                  | 25                                                                                  |
| 2006    | Mèxic                                                                               | Erica Andrews†                                                                      | Miss Trans Mèxic                                                                    | Pattaya, Tailàndia                                                                  | 26                                                                                  |
| 2005    | Estats Units                                                                        | Mimi Marks                                                                          | Miss USA Continental                                                                | Pattaya, Tailàndia                                                                  | 25                                                                                  |
| 2004    | Tailàndia                                                                           | Treechada Petcharat Marnyaporn                                                      | Miss Tiffany's Universe                                                             | Pattaya, Tailàndia                                                                  | 26                                                                                  |

### Per nombre de triomfs
| País/Territori | Títols | Anys guanyadors        |
| Tailàndia      | 4      | 2004, 2007, 2011, 2016 |
| Filipines      | 3      | 2012, 2015, 2022       |
| Mèxic          | 2      | 2006, 2020             |
| Estats Units   | 2      | 2005, 2019             |
| Països Baixos  | 1      | 2023                   |
| Vietnam        | 1      | 2018                   |
| Veneçuela      | 1      | 2014                   |
| Brasil         | 1      | 2013                   |
| Corea del Sud  | 1      | 2010                   |
| Japó           | 1      | 2009                   |

## Premis
| Any     | Guanyadora                                                          | Primera subcampiona                                                 | Segona subcampiona                                                  |
| 2016/17 | Jiratchaya Sirimongkolnawin                                         | Nathalie Oliveira                                                   | Andrea Collazo                                                      |
| 2015    | Trixie Maristela                                                    | Valesca Dominik Ferraz                                              | Sopida Siriwattananukoon                                            |
| 2014    | Isabella Santiago                                                   | Nitsa Katrahong                                                     | Piyada Inthavong                                                    |
| 2013    | Marcela Ohio                                                        | Shantell D'Marco                                                    | Nethnapada Kanrayanon                                               |
| 2012    | Kevin Balot                                                         | Jessika Simoes                                                      | Panvilas Mongkol                                                    |
| 2011    | Sirapassorn Atthayakorn                                             | Miss Sahhara                                                        | Margaret                                                            |
| 2010    | Mini Han                                                            | Ami Takeuchi                                                        | Stasha Sánchez                                                      |
| 2009    | Ai Haruna                                                           | Kangsadal Wongdusadeekul                                            | Daniela Marquis                                                     |
| 2008    | No va haver-hi concurs a causa d'inestabilitat política a Tailàndia | No va haver-hi concurs a causa d'inestabilitat política a Tailàndia | No va haver-hi concurs a causa d'inestabilitat política a Tailàndia |
| 2007    | Tanyarat Jirapatpakon                                               | Aleika Fangs                                                        | Chanel Madrigal                                                     |
| 2006    | Erica Andrews                                                       | Patricia Montrecarlo                                                | Ratravee Jiraprapakul                                               |
| 2005    | Mimi Marks                                                          | Yu Ri                                                               | Tiptantree Rujiranon                                                |
| 2004    | Treechada Petcharat                                                 | Arisha Rani                                                         | Dt.. Cristina Dandan                                                |